# Veer
Pour plus de détails, voir Fiche technique et Distribution.
Veer (वीर), est un film indien de Bollywood réalisé par Anil Sharma en 2009 et sorti le 22 janvier 2010 en Inde.

## Synopsis
Veer Pratap Singh (Salman Khan) est un Prince Pindari et le fils du grand guerrier Pindari, Prithvi Singh (Mithun Chakraborty), que l'on a connu pour ses grandes batailles afin de libérer l'Inde de l'autorité britannique. Veer souhaite prendre la suite de son père en menant un mouvement de Pindaris contre les Anglais pour libérer autant le Royaume Rajasthani de Madhavghar que le reste de l'Inde de la grande puissance coloniale. Veer reçoit l'aide de son frère plus jeune, Punya Singh (Sohail Khan) et fondent une armée ensemble. Cependant Veer trouve l'opposition du Roi de Madhavghar, Gyanendra Singh (Jackie Shroff), qui voit en Veer une menace pour Madhavghar et ordonne de le faire tuer. Veer et Punya avec leurs partisans parviennent discrètement jusqu'au désert Thar du Rajasthan, tandis que Singh fait une alliance avec le Gouverneur britannique du Rajasthan, James Fraser (Tim James Lawrence), disant que Madhavghar soutiendra les Anglais dans la destruction du mouvement Pindari et dans l'élimination de Veer. Pour conserver leurs intérêts, les Pindaris enlèvent la fille de Singh, la Princesse Yashodhara (Zarine Khan), dont Veer va tomber amoureux...

## Fiche technique
- Titre : Veer
- Titre original : वीर
- Réalisation : Anil Sharma
- Scénario : Shailesh Verma, Shaktimaan Talwar et Salman Khan
- Musique : Sajid Ali et Wajid Ali
- Photographie : Gopal Shah
- Montage : Ashfaq Makrani
- Production : Vijay Galani
- Société de production : Eros Worldwide et Vijay Galani Moviez
- Pays :  Inde
- Genre : Action, aventure, drame, romance et guerre
- Durée : 169 minutes
- Dates de sortie : 
  -  Inde : 22 janvier 2010

## Distribution
- Salman Khan : Veer

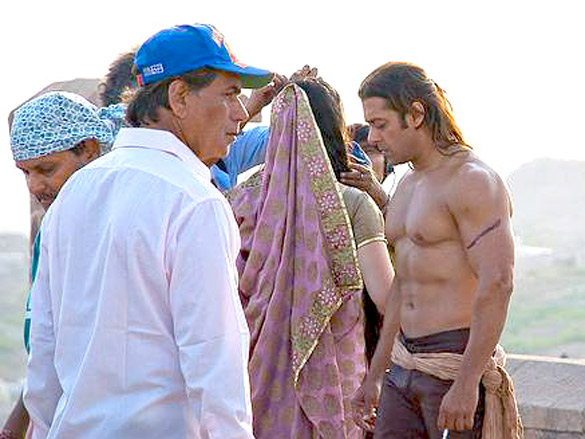
Salman Khan sur le tournage du film Veer en 2009

- Mithun Chakraborty : Prithvi Singh, père de Veer
- Neena Gupta : Mangla
- Sohail Khan : Punya, frère de Veer
- Jackie Shroff : le roi de Madhavgarh et le père de Yashodhara
- Zarine Khan : la Princesse Yashodhara
- Lisa Lazarus : Angela